# Herrschaft Buonas

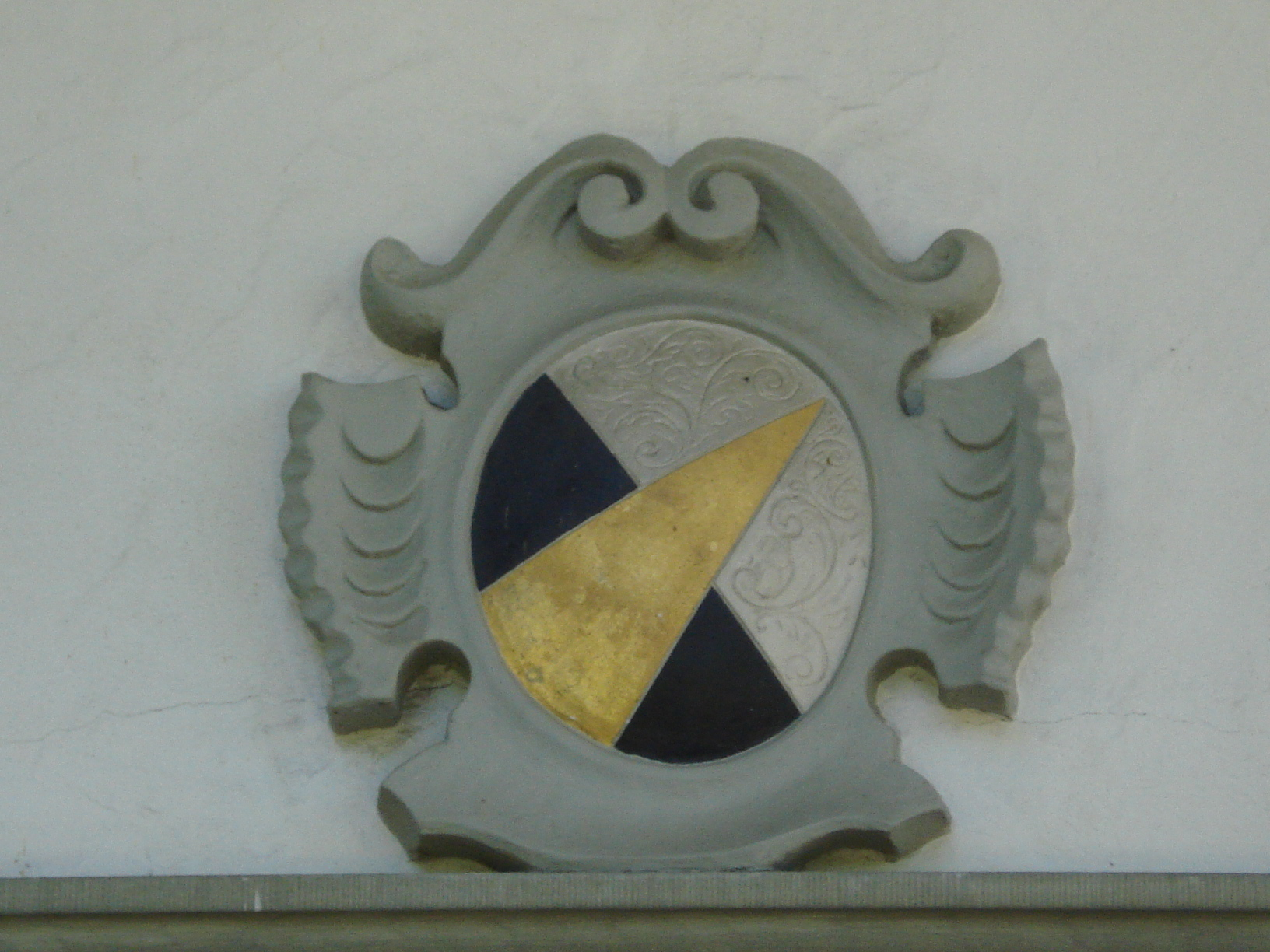
Das Wappen der Herrschaft Buonas (hier an der Kirchenmauer in Risch)

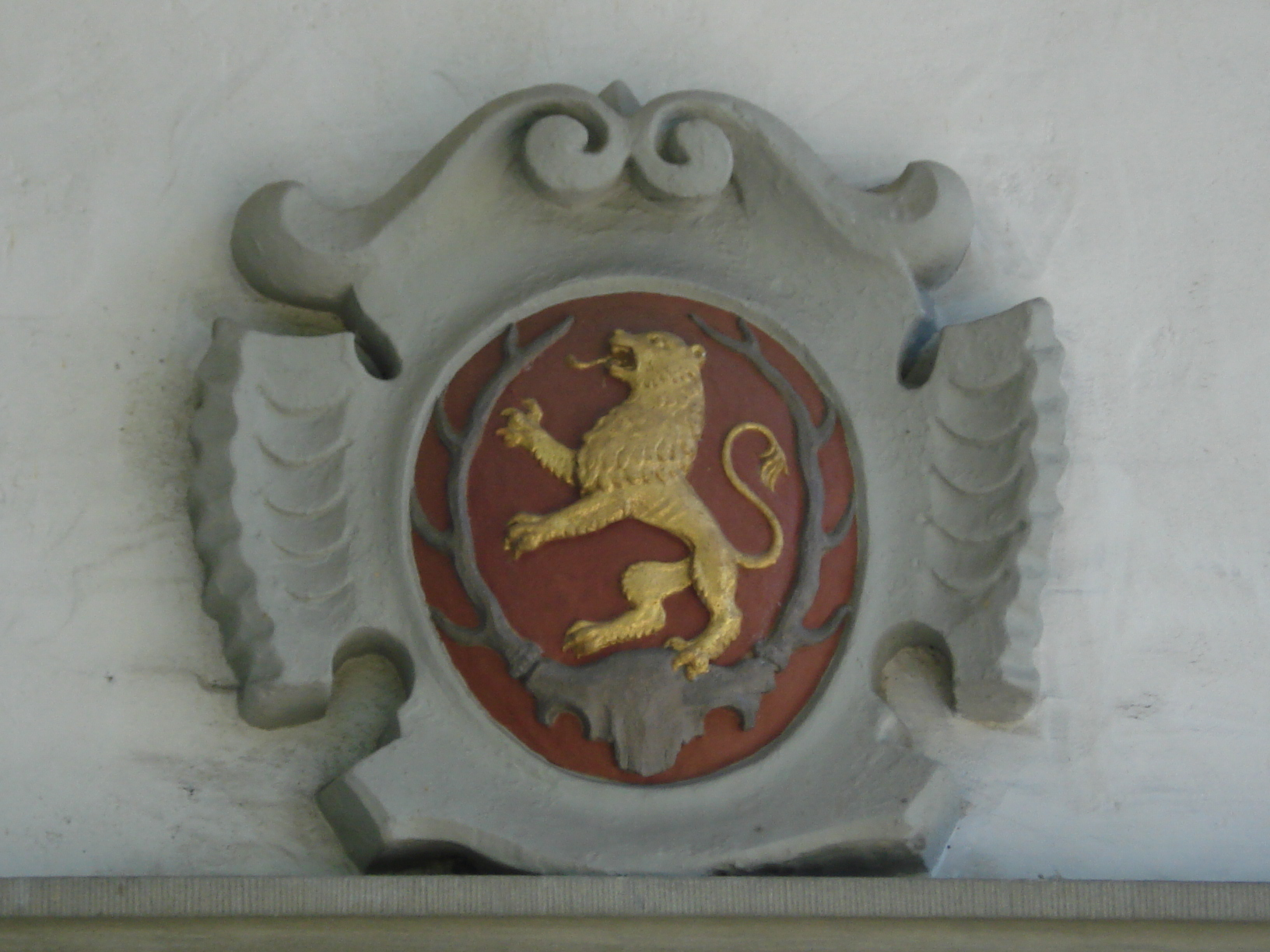
Das Wappen der Hertensteiner (hier an der Kirchenmauer in Risch)

Die Herrschaft Buonas war eine Mittelalterliche Grundherrschaft auf dem Gebiet der heutigen Gemeinde Risch in der Zentralschweiz. Zentrum war das gleichnamige Schloss am Zugersee. Die Herrschaft Buonas war Ursprung der von Peter von Hertenstein gegründeten Schweizergarde. Ab 1250 war die Herrschaft für rund 400 Jahre im Besitz der Luzerner Familie Hertenstein. Im westlichen Teil der Grundherrschaft lag das Dorf Buonas. 1798 wurde sie mit der Vogtei Gangolfswil zur Gemeinde Risch zusammengeführt.

## Geschichte der Herrschaft

### Die Ritter von Buonas (11. – 13. Jahrhundert)
Die Grundherrschaft Buonas kann man bis ins 11. Jahrhundert nicht beschreiben, da es viele lockere Bündnisse gab. Als erstem nach Buonas benannten Ritter begegnen wir Immo von Buonas in den Acta Murensia. Erster Beweis war das Auftreten mitsamt seinem Sohn in einer Zeugenliste vom 22. Januar 1130. Diese Schenkliste, auf welcher Grundstücke an Adlige verschenkt werden, lässt erkennen, dass Immo und sein Sohn Waldfried Gefolgsleute der einst bedeutenden Freiherren von Regensberg waren. Der Besitz eines Grundstücks des Engelberger Klosters in der Herrschaft Buonas zeigt die Verwandtschaft der von Buonas mit den von Regensberg. Immo starb an einem 16. Mai vor 1140 und seine Tochter am 13. April bis 1140 laut dem Totenbuch von Hermetschwil. 

### Die Herren von Hertenstein (~1250–1654)
Durch die hundert Jahre spätere Heirat von Adelheid von Buonas mit Ulrich von Hertenstein, der schon am 12. Mai 1358 Kollator von Risch genannt wird, gingen Schloss und Herrschaft ums Jahr 1250 für rund 400 Jahre auf das Geschlecht der Hertenstein über. Durch den Tod von Erasmus von Hertenstein am 10. März 1654 schliesst sich die Reihe der Hertensteiner in Buonas. Die Herrschaft ging an seine Schwester Katharina von Hertenstein über, welche ein halbes Jahr später Johann Martin Schwytzer aus Luzern heiratete und Güter und Gerichte ihrem Mann übergab. Doch die Kollatur der beiden Pfründen der Kirche Risch verblieb auf einem anderen Zweig der Hertenstein.

### Weitere Besitzer der Herrschaft (1654–1798)
Nach dem Tod von Johann Martin Schwytzer im Jahre 1713 ging die Herrschaft Buonas an die Familien Gügler, Felix, Thüring, Bossard und Landtwing über. Die beiden letzten, Damian Bossard und Blasius Landtwing besassen die Herrschaft gemeinsam und übten auch die gerichtherrlichen Rechte gemeinschaftlich aus, die infolge der Revolution 1798 ohne Entschädigung verloren gingen.

## Verwaltung
Die Herrschaft besaß in der Verwaltung jeweils einen Ammann der Herrschaft Buonas.

## Burg und Schloss Buonas
Auf der Landzunge der Grundherrschaft stand ursprünglich eine Burg, deren Ursprung -das Baudatum ist nicht bekannt- mindestens ins 11. Jahrhundert zurückdatiert werden darf. 1478 brannte die Burg Buonas mit vielen wertvollen Familienschriften ab (man vermutet, es sei Brandstiftung gewesen), worauf die Burg „restauriert“ wurde. 1380 wurde das Schloss vom Kloster Muri aufgekauft. Im 17. Jahrhundert wurde die inzwischen baufällige alte Burg abgerissen und als Schloss (ohne Graben und Mauern) neu an einem windgeschützten Hang neben der alten Burg nachgebaut. Nach 1798 wurde zudem ein Park angelegt und ein weiteres Schloss erbaut.